# 棒锤瓜
棒锤瓜（学名：Neoalsomitra integrifoliola），为葫芦科棒锤瓜属下的一个植物种。